# 雷锋
雷锋（1940年12月18日—1962年8月15日），原名雷正興，中国人民解放军士兵。生于湖南省望城县安庆乡（今望城区雷锋街道），于1954年加入中国少年先锋队，后於1960年参加中国人民解放军，並於同年11月加入中国共产党。1962年8月15日，雷锋因公殉职，年仅21岁。
中国共产党中央委员会主席毛泽东于1963年3月5日亲笔题词“向雷锋同志学习”，并把3月5日定为“学雷锋纪念日”。隨後雷锋一直被中國共產黨和中華人民共和國政府塑造成黨員革命象徵與模范，幾十年來不斷在媒體上宣傳「學雷鋒活動」，將雷锋作為在中國人民學習的榜樣，并创作了《學習雷鋒好榜樣》等知名的宣傳歌曲。政治思想上緊跟隨中國共產黨，工作努力、日常生活中主動幫助他人、勤儉節約，发扬社会主义的“我为人人，人人为我”的精神，被称為「雷鋒精神」。

## 生平

#### 在家乡

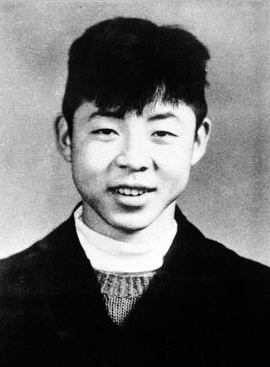
雷锋童年照片。

雷锋原名“雷正兴”，乳名叫“庚伢子”（长沙话），直到他到鞍山钢铁厂（鞍钢）工作前才改名为“雷锋”。1949年参加了儿童团，担任儿童团团长。1954年加入了中国少年先锋队。1956年初期，雷锋在该乡政府当任通信员，后被转移到望城县委作公务员，也是雷锋第一次被评为工作模范。1957年2月8日，加入中国共产主义青年团，后参加沩水工程、团山湖农场建设，当拖拉机手，多次被评为劳动模范和先进生产者。

#### 在鞍钢
1958年秋天，鞍钢在湖南省长沙招工，雷锋被推荐，来到鞍钢矿山公司弓长岭铁矿当推土机手。《鞍山日报》、《矿报》上多次发表了雷锋模范事迹的通讯文章。
1959年11月初，雷锋在弓长岭铁矿人武部报名参加当年的征兵。该矿青年工人多，报名应征的人大大超过应征数额，因此，在目测时，雷锋因个子较矮第一批被淘汰。1959年11月8日上午，雷锋找到时任辽阳市兵役局政委、市征兵办公室主任的余新元中校，要求当兵。余新元问雷锋：“你想当兵，家里人愿意吗？”刚问完，雷锋就哭了：“我没有家人了。”雷锋给余新元讲述了自己家人在民国时期被迫害致死的事情。余新元从这次深谈后不再说让雷锋回去的话，而是不遗余力地帮助他，让他走进军营。余新元认为，雷锋品质很好，3次找到辽阳市兵役局第一政委、辽阳市市委书记曹奇，详细介绍了雷锋的情况，希望破格送雷锋入伍。曹奇书记被雷锋的经历和志向打动，认为“政治上的合格比身体上的合格更宝贵，可以考虑破格送他去当兵”。
雷锋当时身高154公分，体重不足55千克。余新元找到征兵体检的医院院长说：“雷锋是学毛著积极分子，政治过得硬，本身又是个孤儿，身体也不是什么大毛病，缺斤少两都是旧社会给造成的。像他这种情况，送到部队这所大学校锻炼锻炼有什么不好?” 余新元又积极向接兵单位推荐。新兵营营长荆悟先表示身体不合格绝对不行，新兵营教导员李恒基表示，「这样的好青年可以考虑」。余新元建议把雷锋列入8%的预备兵额中，先作为新兵营营部不穿军装的临时通讯员考察了解。1960年1月2日，雷锋来到辽阳南林子工农干校的新兵营临时驻地帮忙工作。当了六七天的便衣通讯员，表现突出，工作有成绩。这时卡住雷锋参军入伍的已经不是身体问题，而是所在工作单位弓长岭铁矿保卫部门以1958年雷锋进厂时没有原始档案为由不出具政审表；真实原因是雷锋工作表现出色，单位党委书记不想让他走。1960年1月7日傍晚，新兵营军务参谋戴明章通过军用长途电话接通营口团部，向团长吴海山直接报告了有关雷锋的情况，建议让雷锋参军入伍。团长吴海山同意。1960年1月8日，雷锋作为新兵机动数（预备兵额）随新兵营在辽阳火车站登车，当天抵达团部。

#### 在军队

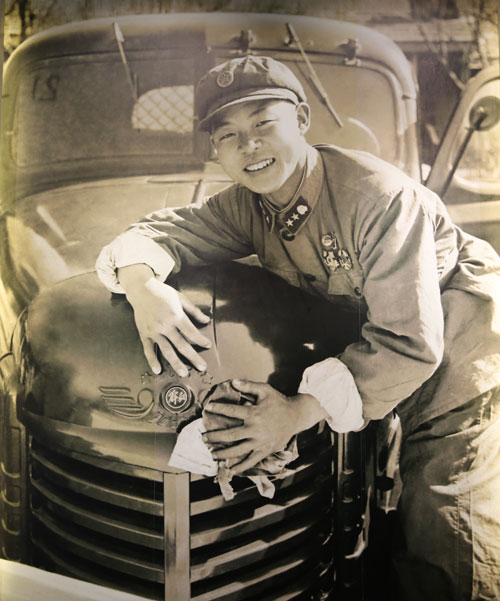
雷锋与“解放”牌汽车合影

1960年1月8日，雷锋参加中国人民解放军沈阳军区工程兵第10团。按照当年的惯例，雷锋已经在湖南望城县团山湖农场和鞍山钢铁公司化工总厂、弓长岭铁矿当过拖拉机手和推土机手，应该分配给工程兵团技术营的技术一连。技术一连装备的都是推土机、刮运机、挖壕犁等工程机械，雷锋这样已熟练掌握推土机操作技术的新兵，可以不经专门培训就是一名熟练的机械操作手，能直接在老技术军人的岗位参与工作。但团军务参谋戴明章征得团长、团政委同意，建议把雷锋培养为团部唯一的小车──一辆老掉牙的嘎斯67吉普车的下一任驾驶员，所以把雷锋由新兵营分配入团直属运输连第四班当汽车兵。雷锋于1960年11月8日加入中国共产党，后被選為抚顺市人大代表。

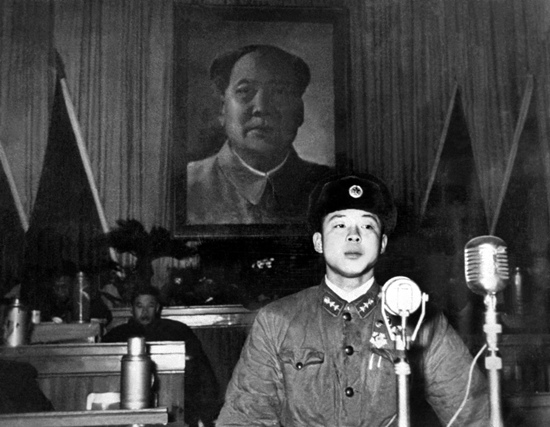
1962年2月18日，雷锋作为特邀代表，出席了原沈阳军区首届共青团代表大会，并作为青年典型发言

1962年8月15日，雷锋在位于辽宁省抚顺市望花区的沈阳军区工程兵十团驻地营区内，在路面指挥战友乔安山向前开车时，因汽车不慎压倒晾衣杆，遭柞木杆在铁丝的反弹作用下击中头部而倒地，不省人事，后送至当时的抚顺西部职工医院抢救。经医生诊治，雷锋因头部右侧太阳穴被木杆重击，造成颅骨骨折，脑内大量出血致死，年仅21岁。在军队两年又八个月裡，立二等功一次、三等功两次，多次受部队嘉奖。

#### 後事
1962年8月17日下午14时30分，抚顺市望花区委礼堂内举行了“公祭雷锋同志大会”。15时20分，在哀乐声中雷锋的灵柩送往位于抚顺市新抚区的戈布烈士公墓。雷锋的棺椁安放在地下一米多深的砖筑椁室里，地上为直径2.5米的葵花状拱顶圆形混凝土墓体。后来受望花区人民的委托，区人大代表于1963年6月，向抚顺市政府提出了搬迁雷锋墓的请求。望花区政府决定，用全区惟一的一座公园望花公园（后改名雷锋公园）的60%的面积来修建雷锋墓及纪念馆。抚顺市政府、辽宁省政府及沈阳军区领导人很快批准了这个决定，并于1964年4月3日举行迁葬仪式。

## 家庭
- 父親雷明亮，曾参加过毛泽东的湖南农民运动，当过自卫队长。1938年被国民政府拘留，造成内伤和残疾，回到家乡后边养病边种地度日。1944年在抗日戰爭期間被日军虐待致死。
- 祖父雷新庭，以租种地主的田地谋生，整年劳作但仍无法维持家人的生计，最后身染重病，卧床不起。雷锋3岁那年冬天年关时，地主唐四滚前来追债，要雷家在年前还清租债，雷新庭无力偿还，悲愤交集致病情加重，在农历新年期间逝世。
- 哥哥雷正德，12岁时外出当童工，後得了童子痨（肺结核）。某日工作期间突然昏倒在机器旁，轧伤胳膊和手指。被解雇后又到一家印染作坊工作，因劳累过度致病情加重逝世。
- 雷锋的弟弟，资料不详，因饥饿早夭。
- 雷锋的母亲是铁匠的女儿，因父母贫穷无力抚养，出生後不久就把她送进长沙一家育婴堂，後来简家塘一个姓杨的奶妈把她抱回家抚养，六岁时把她送给雷家做了童养媳。最後因被地主唐四滚凌辱而悬梁自尽。

## 树立典型

### 背景

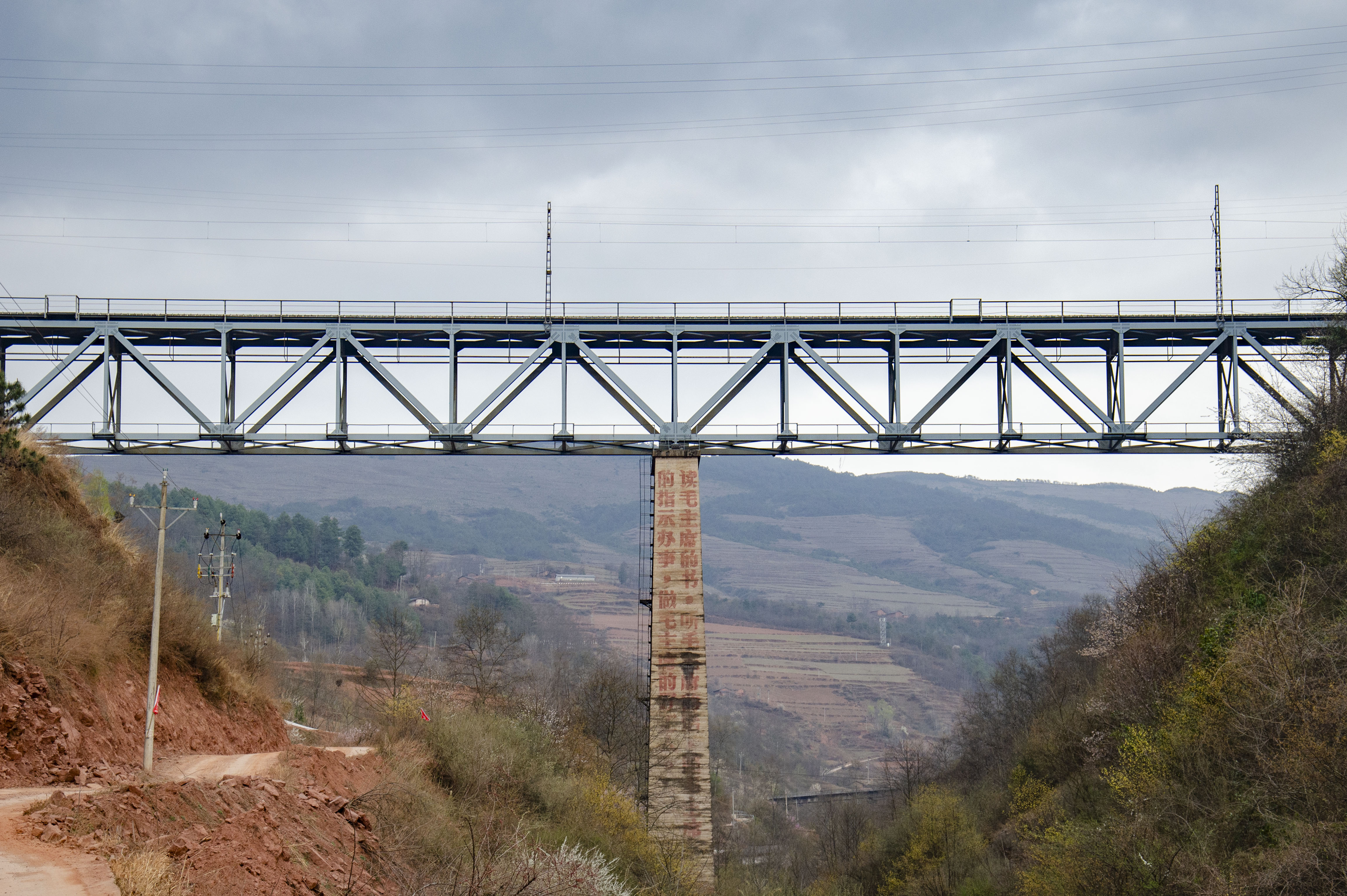
成昆铁路有格以达2号桥上的改编自雷锋原句的标语“读毛主席的书，听毛主席的话，照毛主席的指示办事，做毛主席的好工人”

1959年庐山会议後，毛泽东启用林彪取代彭德怀主持军队工作。1960年10月，中共中央军委副主席、国防部长林彪主持的中共中央军委扩大会议上讨论关于加强军队政治思想工作的问题，并就此作出决议，号召全军干部战士“读毛主席的书，听毛主席的话，照毛主席的指示办事，做毛主席的好战士”。林彪借《毛选》四卷發行之际，掀起“学习毛主席著作”活动，同年7月19日总政治部批转济南军区《关于组织青年学习毛泽东著作的报告》，要求各级领导积极组织士兵学习毛泽东著作。同年，沈阳军区开展了“两忆三查”阶级教育。忆苦报告是解放军的政治思想教育工作，属于“两忆三查”（「解放战争」中形成的忆阶级苦、忆民族苦、查立场、查斗志、查工作）活动。

### 确定典型

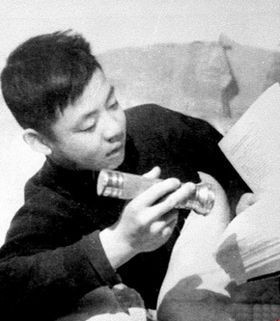
雷锋打开手电筒，夜间读《毛选》(根据雷锋“忆苦思甜”报告中：“懂得革命道理才能当好毛主席的好战士，我要积极学习毛主席的著作，有时连到厕所还不放过学习，部队规定九点钟熄灯，我就买个手电，在被子里学……”)。

1960年，时任沈阳军区工程兵主任的王良太将军叫连队的基层干部注意培养雷锋。同年10月，入伍只有10个月的雷锋被沈阳军区工程兵政治部选拔在军内外作忆苦报告。雷锋开始是沈阳军区在开展“两忆三查”（忆阶级苦、忆民族苦，查立场、查斗志、查工作）教育活动中，作为忆苦典型而推出，并引起各级领导的注意。沈阳军区司令员陈锡联上将、政委赖传珠上将、副政治委员兼政治部主任杜平中将等军区领导对培养、宣传雷锋活动非常重视。1960年11月26日，沈阳军区副政委兼政治部主任杜平中将亲笔写下批语，决定将新华社辽宁分社第一次采写的通讯《毛主席的好战士》在沈阳军区机关报《前进报》首次发表。

### 培养
为扭转当时在三年大饥荒面前出现的一些不良倾向，沈阳军区工程兵政治部的郭干事带着雷锋到各部队做巡回忆苦报告。同年11月雷锋被树为沈阳军区“学习毛主席著作标兵”。他认为“毛主席著作对我来说好比粮食和武器，好比汽车上的方向盘。人不吃饭不行，打仗没有武器不行，开车没有方向盘不行，干革命不学毛主席著作不行！”“定要使毛主席的光辉思想在我的脑海里扎根，在我的一切实际行动中开花结果。”雷锋對毛澤東絕對服從和崇敬。1961年4月29日日记讲“学习毛主席著作，要学习毛主席的立场、观点和方法。要以实际问题为中心，按毛主席的指示办事”。

### 全面宣传

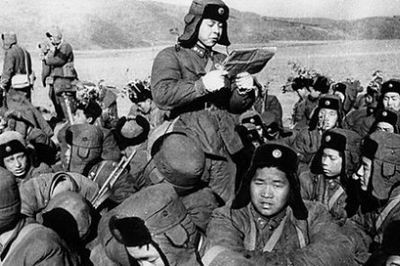
行军途中休息时，雷锋给大家读报纸。(根据雷锋《解放后我有了家，我的母亲就是党》中“......我自告奋勇要当一名兼职小教员。我教高小语文课和算术课，多数同志反映还好，但有个别同志就是不用心听讲……”)。

1961年、1963年毛泽东两次发出学习解放军的号召。
1961年，《解放军画报》第2期第22至第23页以两个版面刊载了《苦孩子 好战士》千余字和四幅照片，介绍了雷锋。文章采访了湖南家乡的婶母雷玫爰、原安庆乡农会主席彭德茂、安庆乡荷叶坝小学教导主任钟霞生，湘潭地委第二书记张兴玉4位雷锋事迹见证者。
各地结合学习雷锋，推动了群众学毛著活动。雷锋于是成为林彪治军树立的榜样。林彪把学习雷锋和学习毛选的目的归结为“做毛主席的好战士”。同年11月26日《前进报》用两个整版的篇幅，套红宣传雷锋事迹，刊出了长篇通讯《毛主席的好战士》，还刊登了4张雷锋照片。新华社发稿《苦孩子成长为优秀战士》刊登在《人民日报》上，《解放军报》12月13日刊在二版，题为《茁壮的新苗》，《中国青年报》的题目是《苦孩子──好战士》，《辽宁日报》的标题是《红色的战士》。1961年起，林彪在解放军开展了学习毛泽东著作活动，称赞“毛泽东思想是当代马克思列宁主义的顶峰”，“学马列要百分之九十九地学毛著”，“学毛著只要学老三篇”，还开展争创“四好连队”、“五好战士”，学习雷锋、“南京路上好八连”等一系列活动。林彪在学雷锋运动中题词“学习雷锋同志的精神，做毛主席的好战士”。北京的军事博物馆举办《学习毛主席著作标兵雷锋模范事迹展览》。1961年2月20日，雷鋒到“学习毛主席著作第一人”廖初江所在部队作报吿时，住在一个寝室里，互相交談学习毛主席著作的心得和体会，互相勉励进步。廖初江和雷鋒曾先后見过五次面，在一起生活过将近一个月，此外还互相通了几次信。雷鋒的專題報道再一次出現在1962年6月號的《解放軍畫報》上，總共用了十八個大版，图文並茂。
根据官方描述，在雷锋死后，他的日记被發现。随后，中華人民共和國國防部于1963年1月7日命名雷锋生前所在班为“雷锋班”。
1963年2月初，《人民日报》《解放军报》《中国青年报》等媒体相继报道了雷锋的事迹，同时摘发了雷锋的部分日记。《解放军报》还连续发了题为《像雷锋那样做毛主席的好战士》等三篇社论。《解放军报》原副总编辑、《雷锋》杂志总编辑陶克少将表示，中国共产党宣传雷锋事迹之初，就已严格核实过其事迹的真实性。1963年2月7日，《人民日报》大篇幅刊登雷锋事迹当晚，中共中央副主席、国务院总理周恩来致电时任人民日报总编辑兼新华社社长吴冷西，表示雷锋的事迹可能会在全国产生很大影响，要求核准事实。此后，中宣部、解放军总政治部、共青团中央、沈阳军区和雷锋生前所在部队，联合组织了三个调查组分赴雷锋的部队、家乡等地，对登过报纸的事实和细节进行核对。当时中央关于雷锋的宣传纪律中还有“宣传雷锋谁造假，开除谁的党籍”的严规。新华书辽宁分社记者佟希文、雷润明采写的长篇通讯《毛主席的好战士—雷锋》，于1963年2月8日在《人民日报》第二版发表，同日该报第五版还刊登了《雷锋日记摘抄》和雷锋的一些照片等。毛泽东读了这些报道后，对时任国务院副总理、总参谋长的罗瑞卿说：“雷锋值得学习啊！向雷锋学习，也包括我自己，我也向雷锋学习。”这是毛泽东第一次讲雷锋。1963年2月9日，总政治部向全军发出通知，号召全军开展宣传和学习雷锋同志模范事迹活动。《人民日报》社总编兼新华社社长吴冷西给辽宁分社社长鲁蛮打来电话，询问有关雷锋日记的事，鲁蛮让记者佟希文直接回答；吴冷西在电话里讲：“周恩来总理和邓颖超同志读了雷锋事迹通讯报道和他的日记摘抄，他们都很感动，认为雷锋是青年好榜样，日记也写得很好。总理要求报社认真核实，要搞清楚哪些是雷锋自己的话，哪些是他摘记别人的话。别人的话一定要注明出处。”事后，佟希文向沈阳军区有关领导汇报了吴冷西电话内容，沈阳军区还根据总政的指示，组织专人对雷锋日记进行了认真核对整理。1963年2月11日，《中国青年》杂志社总编辑邢方群紧急主持召开编委会，决定把第五期、第六期（半月刊）合刊出学雷锋专辑，立即派记者深入雷锋生前所在部队，深挖雷锋成长过程与基层最初开展学雷锋活动等方面的细节，由总编辑邢方群分别给毛泽东和周恩来等中央领导写信请求为学雷锋题词或者写诗、作文等，派人于2月15日把信送中南海。1963年2月15日，团中央做出决定，在全国青年中开展学习雷锋活动。毛泽东让其英文秘书林克预拟几句作为题词参考。2月22日，毛泽东最终没有用林克拟写十来个题词方案，而是开门见山题下了“向雷锋同志学习”七个字。毛泽东对林克解释为何如此选择题词时说：“学雷锋不是学他哪一两件先进事迹，也不只是学他的某一方面的优点，而是要学他的好思想、好作风、好品德；学习他长期一贯地做好事，而不做坏事；学习他一切从人民的利益出发，全心全意为人民服务的精神。当然，学雷锋要实事求是，扎扎实实，讲究实效，不要搞形式主义。不但普通干部、群众学雷锋，领导干部要带头学，才能形成好风气。”2月22日下午，毛泽东题词送到了《中国青年》杂志社，该杂志社领导一致认为这个“向雷锋同志学习”的伟大号召，是向全国人民和青年发出的，应该交由全国宣传媒介广为宜传。遂向共青团中央书记处请示报告，又经中共中央书记处研究决定，将毛主席题词手迹由新华社统一制版，于3月1日发给全国各新闻单位，3月2日同时刊出。后来，中共中央书记处书记、解放军总参媒长罗瑞卿鉴于首都各大报要在日内刊登一篇关于论述国际共运问题的重要文章，便又指示新华社于3月4日发出毛主席题词手迹通稿，首都各报于3月5日刊登，唯《中国青年》杂志专辑仍按原订日期于3月2日出版，刊登了毛泽东主席“向雷锋同志学习”的题词。同期还刊登了党和国家领导人为雷锋题词：周恩来总理题词是“雷锋同志是劳动人民的好儿子，毛主席的好战士”；董必武写了《歌咏雷锋同志》的诗“有众读毛选，雷锋特认真。不惟明字句，而且得精神。阶级观清楚，劳动念朴纯。螺丝钉不锈，历史色长新。只作平常事，皆成巨丽珍。普通一战士，生活为人民”；谢觉哉在北京医院住院，写了散文《读雷锋同志的日记摘抄》以及一首《学雷锋》的诗“曾云六亿舜尧群，崛起平民迥不同。谈到做到心意广，神州处处学雷锋”；中共中央书记处书记、解放军总参谋长罗瑞卿特地组成专门班子研究，很快写出了《学习雷锋》专文。3月5日，《人民日报》、《解放军报》、《光明日报》、《中国青年报》等都刊登了毛泽东的题词手迹。从此开始了党内外、全国各族人民学习雷锋的热潮，雷锋的故乡湖南长沙和雷锋的牺牲地抚顺于1960年代中后期分别建起了湖南雷锋纪念馆和抚顺雷锋纪念馆以茲纪念。
1963年5月6日至12日，在杭州召开部分中共中央政治局委员和大行政区中央局书记参加的会议，即“杭州会议”，讨论《中共中央关于目前农村工作中若干问题的决定(草案)》。1963年5月11日，毛泽东在会上重点谈调查研究问题，同时谈到了哲学问题，说：“为了造成调查研究的风气，做好我们的工作，各级党委要在日常工作中讲哲学，对干部进行马克思主义认识论的教育，要让哲学从哲学家的课堂上和书本里解放出来，变成群众手里的尖锐武器。哲学并不难，不要把哲学看得那么神秘，哲学是可以学到的。我看过雷锋一部分日记，这个人就懂得一点哲学。”
在沈阳军区抗敌话剧团排演的话剧《雷锋》基础上，八一电影制片厂根据周恩来的指示创作了电影《雷锋》，1965年3月5日在全国公映。

## 学雷锋活动

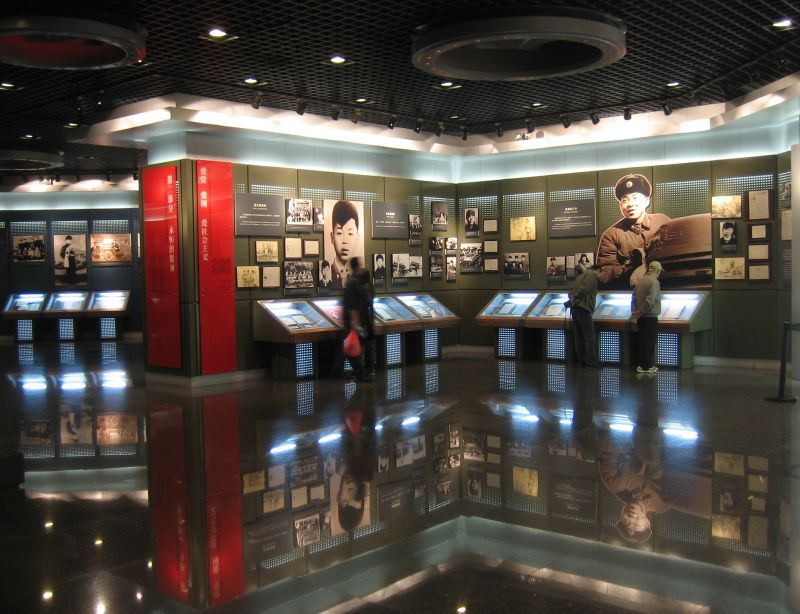
湖南长沙市望城区雷锋纪念馆

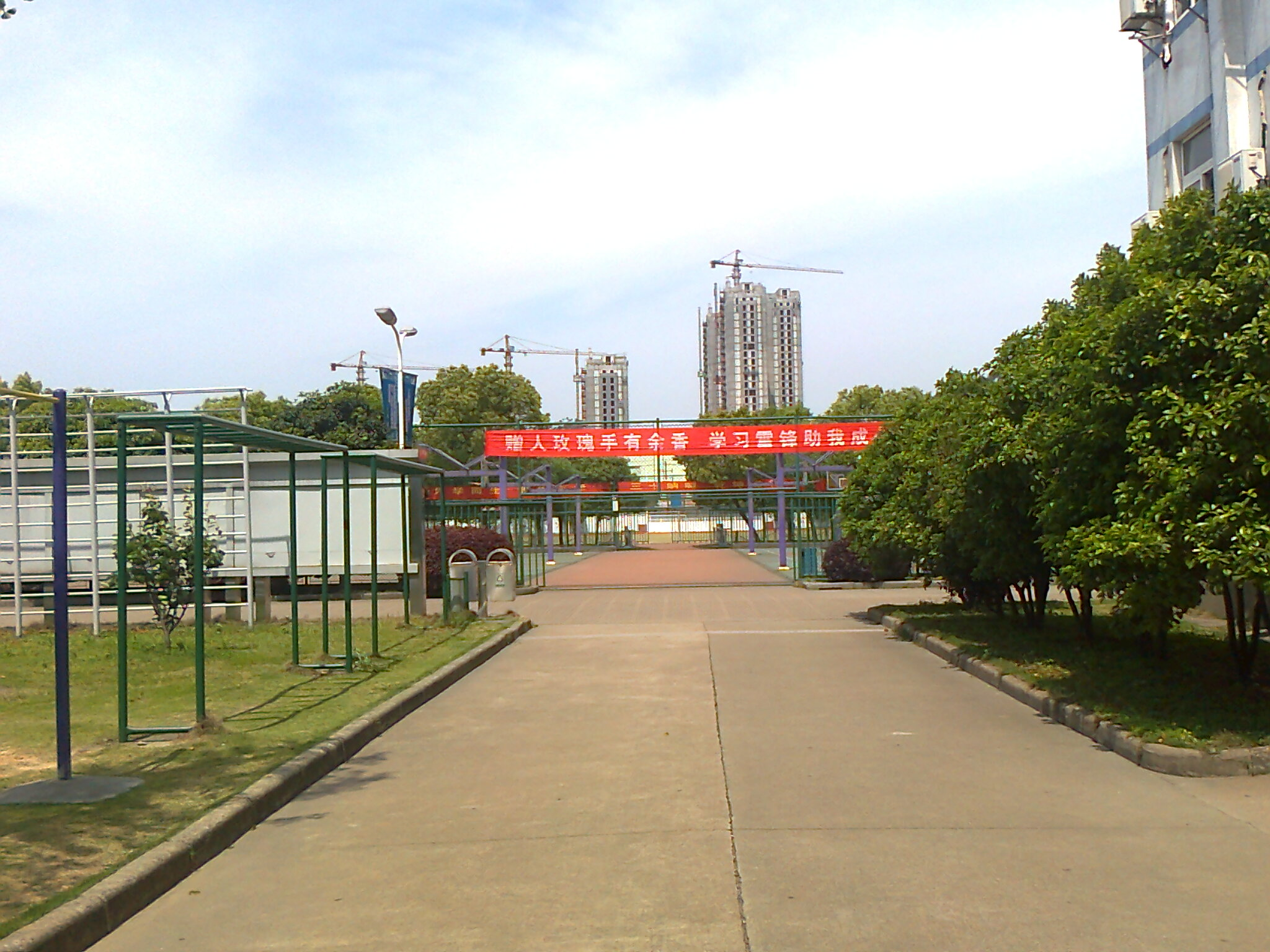
浙江慈溪观城中学宿舍外標語「赠人玫瑰手有余香，学习雷锋助我成长」

### 目的
学雷锋是中华人民共和国和中国共产党大力推行的政治教育活动，属于马列主义毛泽东思想教育、党的知识教育、共产主义道德教育的一部分，目的为加強護其核心權威力量，培养军队、少先队、共青团、中共党员、干部，乃至全国人民，忠于祖国、忠于人民、忠于党的情操，和热爱党、热爱祖国、热爱社会主义（“三热爱”）紧密相关。因此中共中央办公厅、中共中央宣传部、解放軍總政治部都曾发红头文件要求学习雷锋，实现社会安定。解放军总政治部多次通知要求全军以雷锋为榜样，牢记“忠于党、忠于人民、忠于国家、忠于社会主义” 的总要求。

### 辽宁省

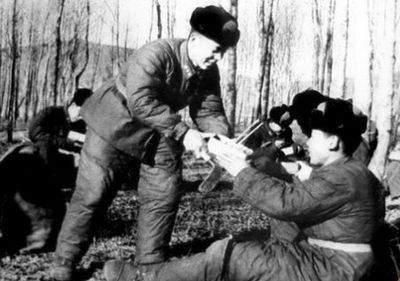
1960年雷锋给战友王延堂送饭盒。（根据雷锋1960年10月21日的日记：“我发现王延堂同志坐在一旁看着大家吃午饭，他回答说，我今天早上吃了两盒饭，没有带饭来。于是我拿出了自己带的一盒饭给他吃，我虽然饿一点，让他吃得饱饱的，这是我最大的快乐……”）

雷锋去世后，被追认为全国优秀少先队辅导员，辽宁发起了学习雷锋的全省活动，抚顺团市委10月23日发出《关于组织全市青少年参观雷锋展览室，开展好阶级教育的通知》。辽宁省团委编印了《毛主席好战士》40万册，加印刊有雷锋事迹的连环画7万张，同辽宁图片社洗印了供基层搞小型展览用的照片800套，推动全省学雷锋。该活动受到当时的团中央第一书记胡耀邦的重视，并被立为高尚共产主义思想品质的榜样，胡要求应该把这项活动作为目前进行共产主义教育的一项重要措施，要求全国各地团组织都应在1963年2月15日发出《关于在全国青少年中广泛开展“学习雷锋”的教育活动的通知》：“雷锋同志的光辉一生，为我国青年树立了一个具有坚定的无产阶级立场和高尚的共产主义思想品德的榜样，团中央认为各地团组织都应该参照辽宁的经验，在青少年中广泛开展‘学习雷锋’的教育活动”。团中央机关刊物《中国青年》请毛泽东题词。自此1963年开展学习雷锋活动，把共产主义的理想、道德、情操教育融入“三好”活动之中。

### 全国

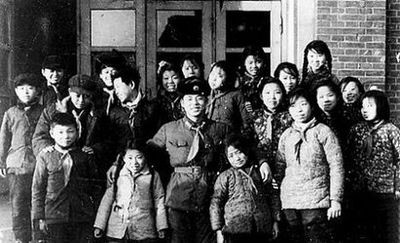
雷锋和抚顺市建设街小学生合影。(根据雷锋在担任辅导员时经常利用休息时间到这个班参加孩子们的课外活动，补拍的)。

全国性学雷锋活动始于毛泽东题词“向雷锋同志学习”。1963年3月5日的《人民日报》在第一版刊发毛泽东的题词，第二版则刊登了罗瑞卿的文章“雷锋之所以成为一个伟大战士的最根本、最突出的一条，就是他反反复复地读毛主席的书，老老实实地听毛主席的话，时时刻刻按毛主席的指示办事，一心一意做毛主席的好战士”。3月5日成为全国学习雷锋纪念日。1963年3月15日，共青团四川省委发出了《关于在全省青少年中广泛、深入地开展学习雷锋活动的通知》，要求“必须好好地读毛主席的书，听毛主席的话，按毛主席指示办事”。1964年，罗瑞卿说“凡是毛主席著作学得好的单位和个人，工作就做得好。大庆油田是这样，好八连和雷锋、郭兴福也是这样”。1964年21期《中国青年》号召“向雷锋同志学习”“老老实实听毛主席的话”。由于林彪把学习雷锋和学习毛著的目的归结为“做毛主席的好战士”，因此革命的标准从忠于事业、忠于人民，中间经过忠于党，而最后变成忠于最高领袖个人，走向文化大革命。
1965年起，学校的思想政治教育以学习毛主席著作为中心，按照林彪“活学活用，学用结合，急用先学，立竿见影”的指示，人人写学习笔记。涌现各种学雷锋小组、学雷锋做好人好事以及学雷锋做无名英雄的事迹。1966年文化大革命开始后，把政治教材诬蔑为“封、资、修黑货”，把学雷锋斥之为“驯服工具论”，对爱学习、守纪律的学生，视为“五分加绵羊”的修正主义苗子。

### 时间表
现在的学雷锋运动，主要是通过学校发动学生以及部队组织干部战士进行的一种活动，主要是打扫、慰问之类，目的是为了学习“雷锋精神”。活动的时间一般为雷锋的生日、纪念日、学雷锋日（3月5日）或某些特殊日子，活动一般只有一日（雷锋日），有时称“学雷锋”做“一日雷锋”。
| 时间           | 发起单位                                                         | 红头文件                                                                                               | 相关事件                                             |
| -------------- | ---------------------------------------------------------------- | --- | ---------------------------------------------------- |
| 1960年10月     | 中共中央军委                                                     | 《关于加强军队政治思想工作决议》                                                                       | “两忆三查”活动                                       |
| 1960年11月     | 沈阳军区工程兵政治部                                             | 《关于在部队中开展学雷锋、赶雷锋运动的指示》《关于运用雷锋的典型事迹作活教材，配合部队当前教育的报告》 |                                                      |
| 1961年1月      | 解放军总政治部                                                   | 《兰州军区党委及军区部队工作团关于在连队开展忆苦运动的经验》                                           |                                                      |
| 1961年1月14日  | 军委工程兵政治部                                                 | 《关于学习雷锋同志的通报》                                                                             |                                                      |
| 1962年1月14日  | 共青团抚顺市委五届二次委员（扩大）会议                           | 《关于在全市青少年中以雷锋为引线深入开展阶级和阶级斗争教育的决定》                                     |                                                      |
| 1963年1月18日  | 中共沈阳军区委员会                                               | 《关于开展学习雷锋运动的决定》                                                                         |                                                      |
| 1963年2月15日  | 共青团中央                                                       | 《关于在全国青少年中广泛开展“学习雷锋”的教育活动的通知》                                               | 大跃进后连续三年大饑荒                               |
| 1963年3月5日   | 毛泽东                                                           | “向雷锋同志学习”题词                                                                                   | 八届十中全会：“加强青年的阶级教育”                   |
| 1963年3月11日  | 中共抚顺市委                                                     | 《关于响应毛主席及党中央号召，进一步在全市深入开展学习雷锋运动的决定》                                 |                                                      |
| 1977年3月5日   | 人民日报                                                         | 《向雷锋同志学习》                                                                                     | 打倒四人帮，结束文化大革命                           |
| 1977年7月21日  | 中国共产党第十届中央委员会                                       | 《中国共产党第十届中央委员会第三次全体会议公报》                                                       | 迎接中共第十一次全国代表大会                         |
| 1981年2月21日  | 共青团中央                                                       | 《关于进一步开展学雷锋树新风活动的通知》                                                               |                                                      |
| 1989年12月25日 | 共青团中央                                                       | 《关于加强和改进思想政治工作的十点意见》                                                               | 六四事件，反对资产阶级自由化                         |
| 1990年1月9日   | 共青团中央                                                       | 《关于进一步开展学雷锋精神做四有青年活动的通知》                                                       | 六四事件                                             |
| 1990年2月15日  | 中共湖南省委、省政府、省军区                                     | 《关于动员全省军民深入学习雷锋精神为社会主义建设和改革建功立业的通知》                                 | 1989年政治风波                                       |
| 1991年2月21日  | 共青团中央                                                       | 《关于深入开展学雷锋活动的意见》                                                                       |                                                      |
| 1992年2月12日  | 共青团中央、全国青联、全国学联、全国少工委                       | 《关于深入开展学雷锋活动的意见》                                                                       |                                                      |
| 1993年         | 共青团中央、国家教委、全国少工委                                 | 《关于表彰少先队学雷锋先进集体的决定》                                                                 |                                                      |
| 2011年10月18日 | 中共中央                                                         | 《关于深化文化体制改革推动社会主义文化大发展大繁荣若干重大问题的决定》                                 | 中国共产党第十七届中央委员会第六次全体会议           |
| 2012年3月2日   | 中共中央办公厅                                                   | 《关于深入开展学雷锋活动的意见》（中办发〔2012〕7号）                                                  | 王立军事件，迎接党的十八大，建设社会主义核心价值体系 |
| 2012年2月21日  | 中华全国总工会                                                   | 《深入开展学雷锋活动》（总工发[2012]14号）                                                             |                                                      |
| 2012年2月22日  | 共青团中央                                                       | 《关于在全国青少年中深入开展学雷锋活动的实施意见》（中青发〔2012〕4号）                                |                                                      |
| 2012年2月27日  | 中央国家机关各部门机关党委                                       | 《关于深入开展学雷锋活动的通知》                                                                       |                                                      |
| 2016年12月4日  | 中宣部、中央文明办、教育部、民政部、文化部、国家文物局和中国科协 | 《关于公共文化设施开展学雷锋志愿服务的实施意见》                                                       |                                                      |

2010年，郭明義被宣传为“新時期的雷鋒傳人”。
2012年，继大跃进、文化大革命、六四事件以后的第四次学雷锋高潮来临，史无前例由中共中央办公厅发出通知要求全国学雷锋。中共中央政治局委员、中央军委副主席徐才厚指出通过学雷锋切实加强对部队的思想政治领导，确保部队坚决听从党中央、中央军委和军委主席胡锦涛指挥。

## 纪念雷锋的题词

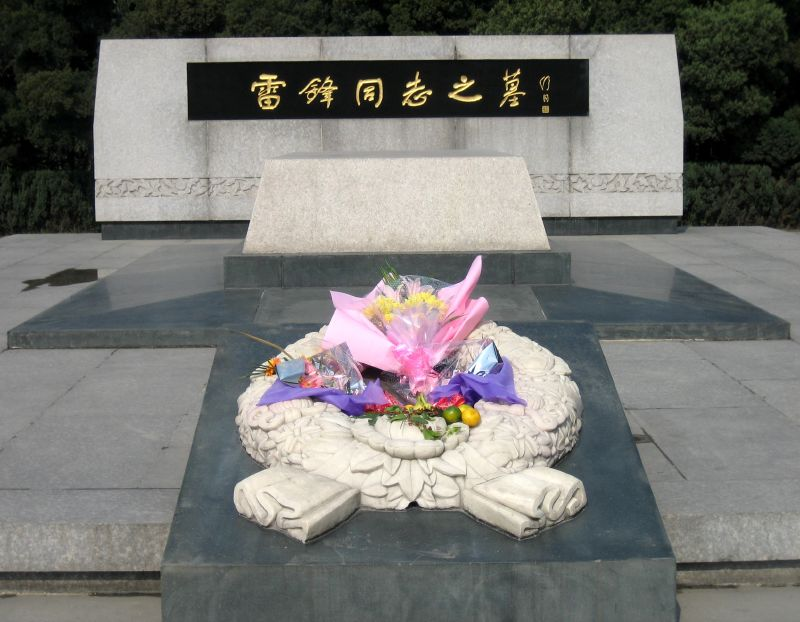
抚顺市雷锋纪念馆中的雷锋墓

### 文革前后
1963年3月2日出版的《中国青年》杂志在学习雷锋专辑中刊登了中共中央主席毛泽东、国家主席刘少奇、国务院总理周恩来等领导人的题词，董必武、郭沫若、罗瑞卿、谢觉哉等写的诗和文章。
- 中共中央主席、中央军委主席毛泽东题词：“向雷锋同志学习。”
- 中共中央副主席、国务院总理周恩来题词：“向雷锋同志学习：憎爱分明的阶级立场，言行一致的革命精神，公而忘私的共产主义风格，奋不顾身的无产阶级斗志。”
- 中共中央副主席、全国人大常委会委员长朱德题词：“学习雷锋，做毛主席的好战士。”
- 中共中央副主席、国家主席刘少奇题词：“学习雷锋同志平凡而伟大的共产主义精神。”
- 中共中央副主席、中央军委副主席林彪题词：“读毛主席的书，听毛主席的话，照毛主席的指示办事，做毛主席的好战士。”
- 中共中央书记处总书记、国务院副总理邓小平题词：“谁愿当一个真正的共产主义者，就应该向雷锋同志的品德和风格学习。”
- 中共中央副主席、国务院副总理陈云题词：“雷锋同志是中国人民的好儿子，大家向他学习。”
- 国家副主席、中共中央监委书记董必武题诗《歌咏雷锋同志》：“有众读毛选，雷锋特认真。不惟明字句，而且得精神。阶级观清楚，勤劳念朴纯。螺丝钉不锈，历史色长新。只作平凡事，皆成巨丽珍。普通一战士，生活为人民。”
- 诗人、剧作家贺敬之的《雷锋之歌》：“看，站起来/你一个雷锋/我们跟上去/十个雷锋/百个雷锋/千个雷锋！……/升起来/你一座高峰/我们跟上去：十座高峰，百座高峰，千座高峰！──/千条山脉呵，万道长城！……”

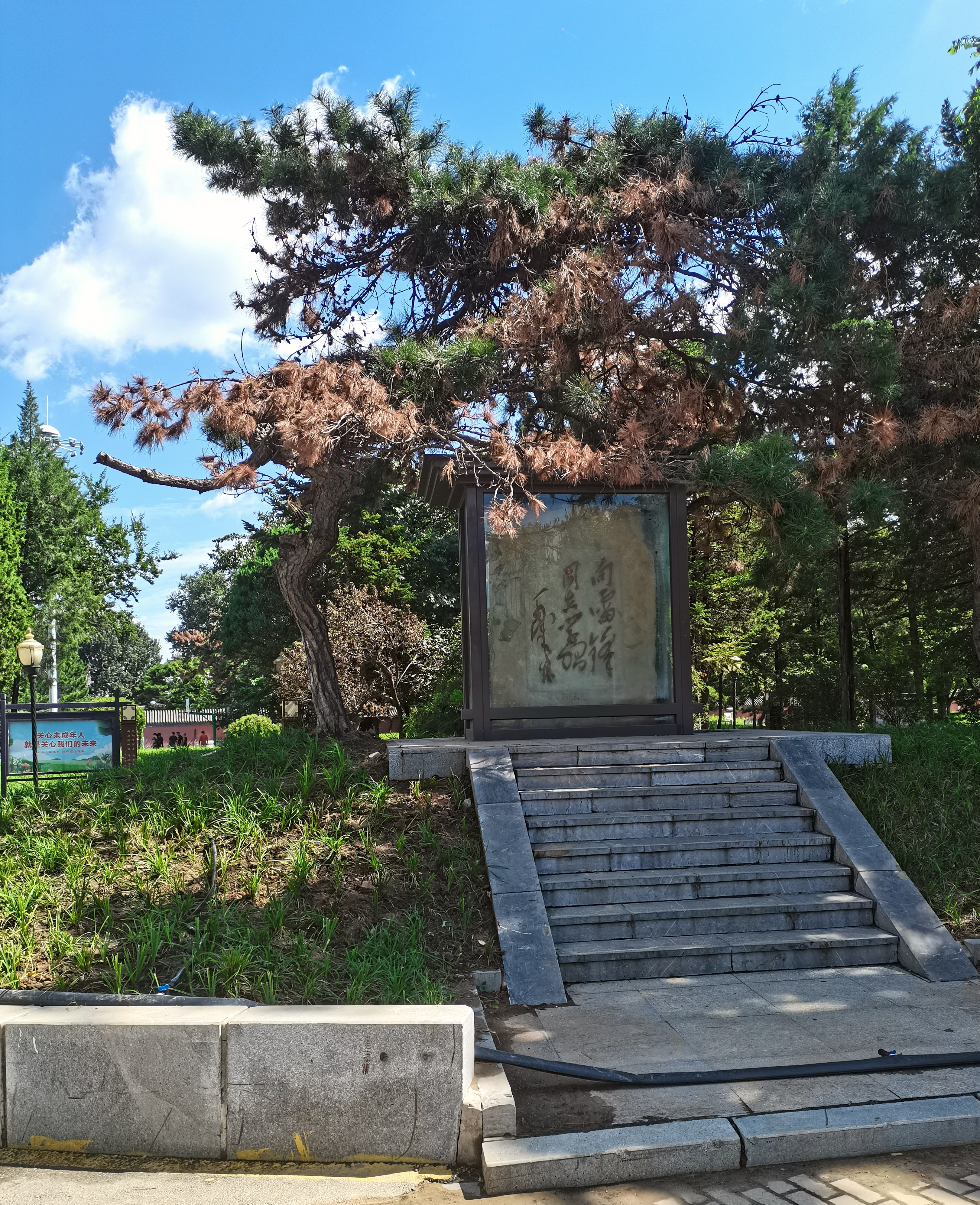
辽阳白塔公园内的“向雷锋同志学习”题字纪念碑

- 辽阳白塔公园内的“向雷锋同志学习”题字纪念碑文学家、历史学家郭沫若题诗《一把劈断昆仑的宝剑》跋：“毛主席《念奴娇·昆仑》一词中，有句云‘安得倚天抽宝剑，把汝（崑崙）裁为三截’。我读了《雷锋日记摘抄》，感觉着雷锋同志就像这样一把宝剑。”（正文略）
- 中共中央副主席、中央军委副主席叶剑英1977年3月3日题词：“向雷锋同志学习，全心全意为人民服务。”

### 1990年代
1989年之后掌权的中国共产党第三代领导人（包括以中共中央总书记为首的六名中共中央政治局常委以及非常委的国家主席）在1990年一起为雷锋题词。
- 中共中央总书记、中央军委主席江泽民题词：“学习雷锋同志，弘扬雷锋精神！”
- 国家主席、中央军委副主席杨尚昆题词：“全国人民都要向雷锋同志学习，全心全意为人民服务，为建设具有中国特色的社会主义而努力！”
- 国务院总理李鹏题词：“在新形势下把雷锋精神进一步发扬光大，希望有更多的活雷锋在中国涌现。”
- 中共中央纪委书记、中央政法委书记乔石题词：“学雷锋精神，做人民公仆，努力建设具有中国特色的社会主义！”
- 国务院副总理姚依林题词：“发扬雷锋精神，全心全意为人民服务！”
- 中国计划生育协会会长宋平题词：“向雷锋学习，做共产主义事业的接班人！”
- 中央宣传思想工作领导小组组长李瑞环题词：“雷锋精神永放光芒！”

## 争议

### 生活问题
新华网曾刊登文章《1959年雷锋买手表和皮夹克，遭老领导写信批评》，文中称雷锋“穿着皮夹克、带着瑞士手表，穿着呢子裤”。2013年，秦火火在新浪微博评论雷锋生活奢侈等问题被认为是造谣而被逮捕，后被判刑坐牢。《东方早报》文章《中将谈雷锋买瑞士手表：他是孤儿工资又高买得起》及雷锋生前工友、战友乔安山撰写的回忆录中均证实此事，但同时揭示了真实原因：1959年雷锋仍在鞍钢当拖拉机手，当时他的收入实际为每月30元，能够负担这些花销。且雷锋在鞍钢期间的生活也不等同于其后来参军期间的生活。
此外，新华网于2012年引述《新京报》专文称雷锋也有犯错误的时候，如曾炫耀军功章、私自在厨房拿食物等。

### 照片摆拍

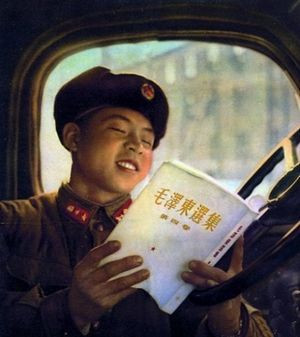
雷锋在车场上组织战友学习毛泽东选集。(根据雷锋1960年写在笔记本上的“入伍一年有感文稿中：我一定要抓紧点滴时间进行学习，做到书不离身，有空就掏出看一段，坚持做到边学、边想、边改、边运用……”补拍的)。

1960年11月，雷锋被沈阳军区树为学习《毛泽东选集》的标兵，1961年2月，中国人民解放军各部队掀起了学习雷锋的高潮，沈阳军区决定由沈阳军区政治部和雷锋所在的10团筹办雷锋先进事迹巡回展览，由于照片不足，他们决定摆拍一部分照片，沈阳军区工程兵领导人为补拍雷锋照片做出真实性的规定：拍摄照片必须真实，必须是雷锋实实在在做过的好人好事。
參與《雷鋒的故事》創作的軍隊攝影記者張峻曾表示，摆拍是從1960年11月26日在瀋陽軍區《前進報》上發表「毛主席的好戰士」文章後開始的，瀋陽軍區为了塑造雷锋这个形象，专门为他成立了拍摄小组和日记指导小组，瀋陽軍區工程兵黨委還籌辦過《雷鋒同志先進事跡巡迴展覽》，並於1962年2月初組成了籌辦展覽的班子，擬出具體內容，並指定由張峻「補拍」部份照片，共拍摄223张。张峻认为对待补拍照片应当实话实说，有一些照片是“补拍”的，但“剧本”并非虚构。

### 日记造假
一个署名“穆正新”的旅美人士近年在互聯網上发表多篇文章，提出多個疑點，如聲稱雷锋日记涉嫌伪造，伪造者正是雷锋和沈阳军区工兵十团。西方作者尼古拉斯·約翰认为雷锋日记的伪造者是林彪，目的是在大跃进后改善毛泽东的形象。

## 相关传闻
「西點軍校學雷鋒」的謠言曾在中國大陸流傳，這個謠言起源於新華社記者李竹潤將合众国际社在1981年愚人節发布的惡作劇消息误当成真实新闻而编入新闻写作教材。1980年代，西点军校选修汉语的学员曾在教室墙上挂过雷锋画像，相关照片还曾被用于西点军校招生简章，但“西点军校学雷锋”并不属实。

## 文藝作品

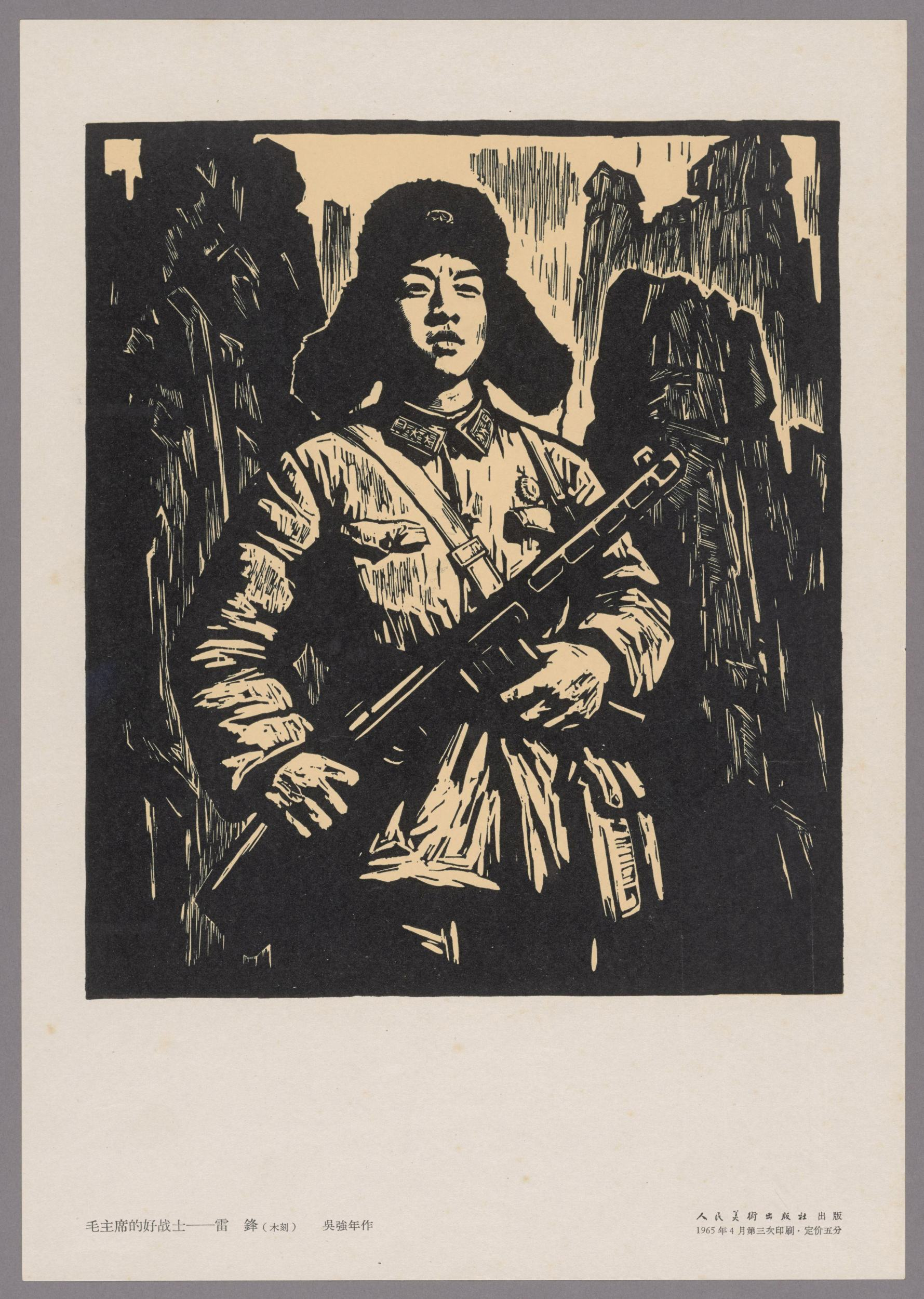
木刻《毛主席的好战士—－雷锋》

### 歌曲
- 《学习雷锋好榜样》[86]
- 《接过雷锋的枪》
- 《東北人都是活雷鋒》
- 《我学雷锋好榜样》[87]

### 事迹改编電影
- 《雷锋》（1963）
- 《离开雷锋的日子》（1996）
- 《青春雷锋》（2013）
- 《雷锋的微笑》（2013）
- 《雷锋在1959》（2013）
- 《青春雷锋》（2014）

### 電視劇
- 《雷锋》（2011）

### 动画
- 《雷锋的故事》（2010）

### 木刻
- 《毛主席的好战士——雷锋》（吴强年作，1965）

## 以雷锋命名的事物

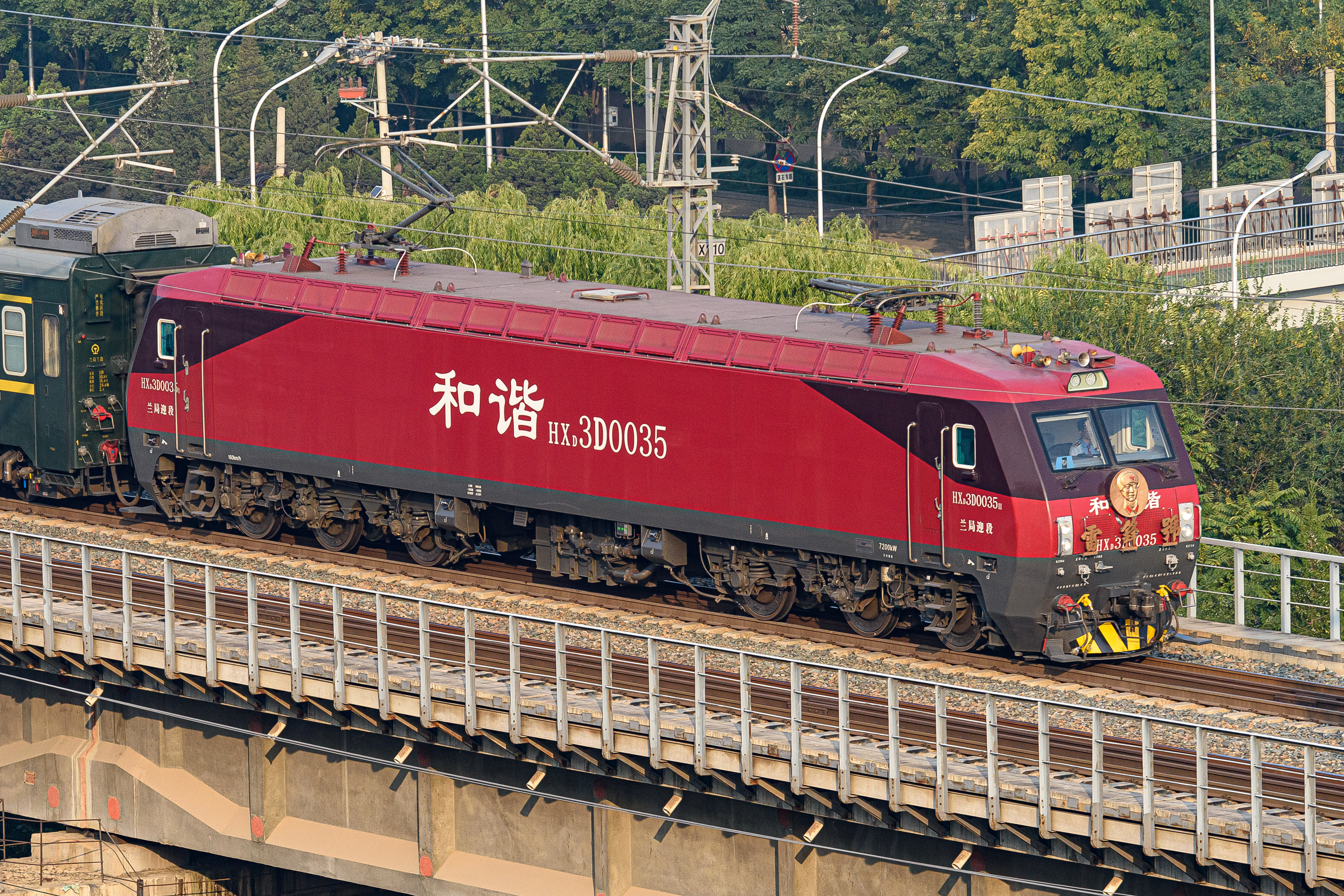
中国铁路兰州局集团迎水桥机务段的雷锋号机车

1963年1月7日，中华人民共和国国防部将雷锋生前所在的沈阳军区工程兵某团运输连四班命名为“雷锋班”。除此之外，以雷锋命名的包括但不限于以下事物：

### 地名
长沙望城县坪山公社1968年改名为雷锋公社，现为雷锋街道，境内亦有以雷锋原名雷正兴命名的正兴路。
辽宁省抚顺市公安局望花分局和平派出所2017年更名为雷锋派出所。

### 交通
1989年5月，原兰州铁路局中卫机务段党委将前进型2690号蒸汽机车包乘组命名为“雷锋号”机车组，意在促进整个机务段工作面貌的转变，此后由于该机车组节煤成绩突出，1990年2月5日由中国共青团兰州铁路局银川分局委员会正式命名，成为铁道部继“毛泽东号”、“朱德号”、“黄继光号”、“周恩来号”之后第五台以人名命名的机车。1995年12月9日，雷锋号机车换型为东风4B型3943号内燃机车，1996年7月1日曾牵引宝中铁路首班旅客列车，2001年2月换型为韶山3型5035号电力机车，2017年3月3日换型为此前于2016年11月由兰州西机务段转配至迎水桥机务段的和谐3D型0035号准高速电力机车。
曾被命名为“雷锋号”的旅客列车则包括北京至赣州的K1453/1454次列车（1999年命名）、北京至抚顺的K95/96次列车（2007年3月命名，2023年延至吉林站）、北京至长沙的Z1/2次列车。
辽宁城际客运有限公司2008年3月5日将旗下的沈阳至抚顺客运公交化线路命名为“雷锋号”。

## 相關著作
- 關國煊：《雷鋒小傳》。載《傳記文學》93：1。